# Искупление дабира
«Искупление дабира» — исторический роман Мориса Симашко, созданный в 1972—1975 гг. и ставший второй из двух самых знаменитых книг писателя.
В «Искуплении дабира» речь идёт о событиях конца XI века в империи турок-сельджуков, одной из величайших держав мусульманского Востока. В отличие от романа «Маздак», в котором события растягиваются на десятилетия и охватывают всю Переднюю Азию, в «Искуплении дабира» действие происходит в городе Мерв, старой столице династии Сельджуков, в течение примерно пятидесяти дней в конце лета — начале осени 1092 года. В центре повествования — борьба за власть и политические интриги при дворе султана Малик-шаха параллельно с деятельностью террористов-ассасинов, готовящих убийство великого вазира Низам аль-Мулька.
Обращает на себя внимание структура произведения. Роман выстроен как чередование внутренних монологов четырех главных действующих лиц: великого вазира Низам аль-Мулька; старого устада Наср Али — мастера цветов и одновременно руководителя подпольной ячейки террористов в Мерве; его молодого ученика Реза-шагирда и придворного имама — Омара Хайяма. Каждая глава разбита на короткие подглавы, таким образом текст подаётся плотно, но небольшими порциями, «по законам очень короткого рассказа».
Михаил Веллер неоднократно подмечал аллегоричность сюжета романа, его связь с современностью.

## Сюжет
Интриги соперников побуждают великого вазира Низам аль-Мулька — фактического правителя империи Сельджуков при безвольном султане Малик-шахе — официально оставить свой пост. На самом деле он намерен удержать все нити правления в своих руках, будучи атабеком — воспитателем молодого султана с юных лет, а главное — самым опытным администратором в империи. На досуге великий вазир намерен выполнить своё давнее обещание султану — написать книгу об управлении государством, а тем временем осуществить свой главный план — подготовить поход против горной крепости Аламут, захваченной террористами-ассасинами во главе с Хасаном ибн Саббахом.
Великий вазир приступает к работе над книгой, рассчитывая написать её в течение пятидесяти дней — по главе ежедневно. Его мудрые и циничные советы по управлению великой державой облекает в изящную форму придворный поэт Магриби; так рождается знаменитая книга «Сиасет-намэ». Сам Низам аль-Мульк лишен литературного таланта и вообще чувства прекрасного; его идеал — старательный писец (дабир), высшее удовольствие он находит в ежедневной и кропотливой чиновничьей работе. Великий вазир — сторонник строгого порядка и враг всякого свободомыслия, он консервативен во всём и с недоверием относится к чужому легкомысленному поведению, будь то распутство любимой жены султана или ночные похождения придворного звездочета, Омара Хайяма. Но при этом Низам аль-Мульк искренне желает пользы государству, султану и народу, он нередко снисходителен к подчиненным и способен на великодушие. Давно одинокий в своей большой и шумной семье, старый вазир с отеческой нежностью относится к молодому садовнику-шагирду, которого некогда спас от голодной смерти. Он не знает, что шагирд завербован ассасинами, уже давно и тщательно готовящими убийство великого вазира…
Шагирд Реза носит в себе воспоминания о страшных днях своего детства, когда от голода вымер весь квартал, в котором жила его семья, о бродячих собаках, которые на его глазах сожрали тела всех его родных и хотели загрызть его самого. Всегда мрачный и молчаливый, шагирд ненавидит весь мир и вспоминает о райских садах, в которых он однажды очутился, когда в горной крепости ему дали отведать конопли. По вечерам он посещает дом, где живет устад Наср Али, мастер цветов, с которым шагирд общается как с собратом по профессии, а на самом деле — как со своим куратором, выполняющим задания тайного братства ассасинов.
Мастер-устад собирает и передает в Аламут информацию, которую приносит ему шагирд из дворца султана, наставляет своего ученика и в то же время сам терзается сомнениями. Он принадлежит к поколению старых борцов за правду, которые стояли у истоков движения. Устад не одобряет методов террора, одурманивания молодых новобранцев наркотиками и имитацией райских наслаждений, для которых приглашаются жрицы любви из языческих храмов. Он вспоминает, как новый вождь учения, сайид-на («великий святой») Хасан ибн Саббах забрал все бразды правления в свои руки, оттеснив правдоискателей, и не пожалел родного сына ради укрепления легенды о своей святости. Устаду не нравится происходящее, но он соглашается с тем, что борьба, которую его соратники ведут против тирании великого вазира, справедлива, и в ней оправданы все средства.
Ученый имам Омар Хайям выступает в роли стороннего, скептического и насмешливого наблюдателя, который ни во что не вмешивается, оценивает происходящее с точки зрения мудреца, прекрасно осведомленного о пороках и недостатках окружающего мира. Имам Омар любит вино и женщин, регулярно наведывается в пригород — Гяур-калу, где живут гябры — зороастрийцы, сохранившие верность доисламским традициям. В Гяур-кале живет его беспутная возлюбленная Рей, танцующая обнажённой над языками пламени, продающая себя мужчинам и обучающая юную дочь своему ремеслу. Имам Омар дружит со старым устадом, хотя и подозревает в нём приверженца опасного учения, и ведет с ним философские споры. Младшая жена султана, похотливая красавица Туркан-хатун, ненавидящая великого вазира, покровительственно относится к имаму Омару, чувствуя, что он не осуждает её поведение и даже втайне восхищается ею.
Низам аль-Мульк и его главный соперник — новый великий вазир Абу-ль-Ганаим — ведут между собой неутомимую борьбу во всех сферах государственной и дворцовой жизни. Объектом их спора становится шагирд, которого вазир хочет оставить при себе, а Абу-ль-Ганаим упорно отсылает работать во дворец Туркан-хатун, не подозревая, что молодой садовник вскоре должен убить его могущественного соперника. Низам аль-Мульк вмешивается в дела иудейской общины и требует, чтобы в субботней здравице вместо царей легендарной династии Кеев упоминался дом Сельджуков. Иудейский экзиларх Ниссон всеми средствами отстаивает право на соблюдение давней традиции и находит поддержку у нового вазира. В конце концов старый вазир уступает Абу-ль-Ганаиму по всем менее важным вопросам, чтобы добиться главного — согласия султана на поход в горы и штурм Аламута. Низам аль-Мульк торопится, зная, что ассасины укрепляют свои крепости. Сайид-на отправляет в Мерв своего ближайшего единомышленника — даи Бузург-Умида, с поручением во что бы то ни стало сорвать поход.
Старого вазира тоже начинают одолевать сомнения, которым он поначалу не придаёт значения. Смущают его покой и подсмотренная им любовная сцена в библиотеке между Туркан-хатун и её фаворитом Кудан-эмиром, и воспоминания о давнем желании, которое возникло у него в раннем детстве — научиться шевелить ушами. Старик отгоняет непристойные и легкомысленные желания, углубившись в работу над книгой. Сомнения посещают и его будущего убийцу — шагирда, который вдруг встречает на улице женщину, с которой он впервые в жизни занимался любовью в райских садах. Шагирд начинает догадываться, что и райских садов на самом деле не существовало, а значит, мир не совсем таков, каким он его себе представлял. Но и шагирд заставляет себя не думать ни о чём, кроме своей священной цели.
Туркан-хатун, случайно встретив шагирда в саду, обращает на него внимание. Шагирд, который и прежде испытывал, помимо своей воли, влечение к распутной красавице, совершенно сбит с толку. Желание кружит ему голову и отвлекает от мыслей об убийстве и неминуемой смерти. Он начинает любоваться красотой окружающего мира, наведывается к гябрам, чтобы снова испытать плотскую любовь, а между тем завершает приготовления к покушению на старого вазира — прячет в дворцовом саду нож со знаками, которые должны стать доказательством, что удар нанесён из Аламута.
Одновременно Бузург-Умид планирует ещё два убийства: старого мухтасиба, надзирающего за порядком в городе, и вольнодумного имама Омара. Однако, узнав о последнем, устад Наср Али резко протестует и не допускает гибели своего друга. Бузург-Умид в ответ решает устранить самого устада.
В утро, назначенное для покушения, шагирд видит, как его единственного друга, большегубого фидаи, только что зарезавшего старика-мухтасиба, насмерть забивают палками на его глазах. Затем он видит своего учителя-устада с ножом в сердце. Уже без прежней веры в свою миссию он всё же устремляется в дворцовый сад, намереваясь выполнить свою задачу и убить старого вазира. Имам Омар пытается помешать ему, но в решающий момент Низам аль-Мульк остаётся безоружным и беззащитным перед вооружённым ножом шагирдом. Спасти вазира может только чудо — и оно происходит…
Покушение сорвано, и теперь никто не может помешать старому вазиру отправить войско в горы. На площади Йездан вместе с другими сановниками Низам аль-Мульк принимает грандиозный парад войск с боевыми слонами и гигантскими осадными машинами, которые должны разбить стены неприступных крепостей ассасинов. Сердце вазира переполнено радостью: все его соперники оказались бессильны. Туркан-хатун тоже добилась своего: в то время, как султан принимает парад, она наслаждается своим новым возлюбленным — шагирдом, который накануне выбросил нож в канал и твёрдо решил порвать со своими бывшими единомышленниками. Имам Омар, стоя на площади вместе с толпой, размышляет о системе, построенном великим вазиром, как о безупречном механизме, довлеющем над каждым человеком в государстве. Но в уме дерзкого имама растёт чувство протеста, и ощущение недолговечности пирамиды власти становится настолько острым, что вызывает у Хайяма смех. Это замечает великий вазир, не понимая причины веселья, но он поглощён своим торжеством и уверен в будущем успехе.
Прямо с парада сельджукская армия выступает в поход на запад: она должна внезапно свернуть в горы с дороги на Багдад. Низам аль-Мульк добился своего: скоро он уничтожит гнездо ассасинов, а охранять его отныне будет человек, доверять которому он может полностью — молодой шагирд, которому он некогда спас жизнь. Шагирд тоже счастлив: днём он готовит дастархан для старого вазира, а ночи проводит в шатре любвеобильной Туркан-хатун. Кажется, что нет в мире силы, которая могла бы разрушить эту идиллию…